# Teatro Sociale (Camogli)
Il Teatro Sociale di Camogli è un teatro italiano con sede a Camogli, nella città metropolitana di Genova. Si tratta di una delle sale più importanti della Liguria. L'edificio è sottoposto a vincolo di tutela e dichiarato di interesse nazionale dal 1996.

## Storia

### L'edificazione ottocentesca e le prime stagioni

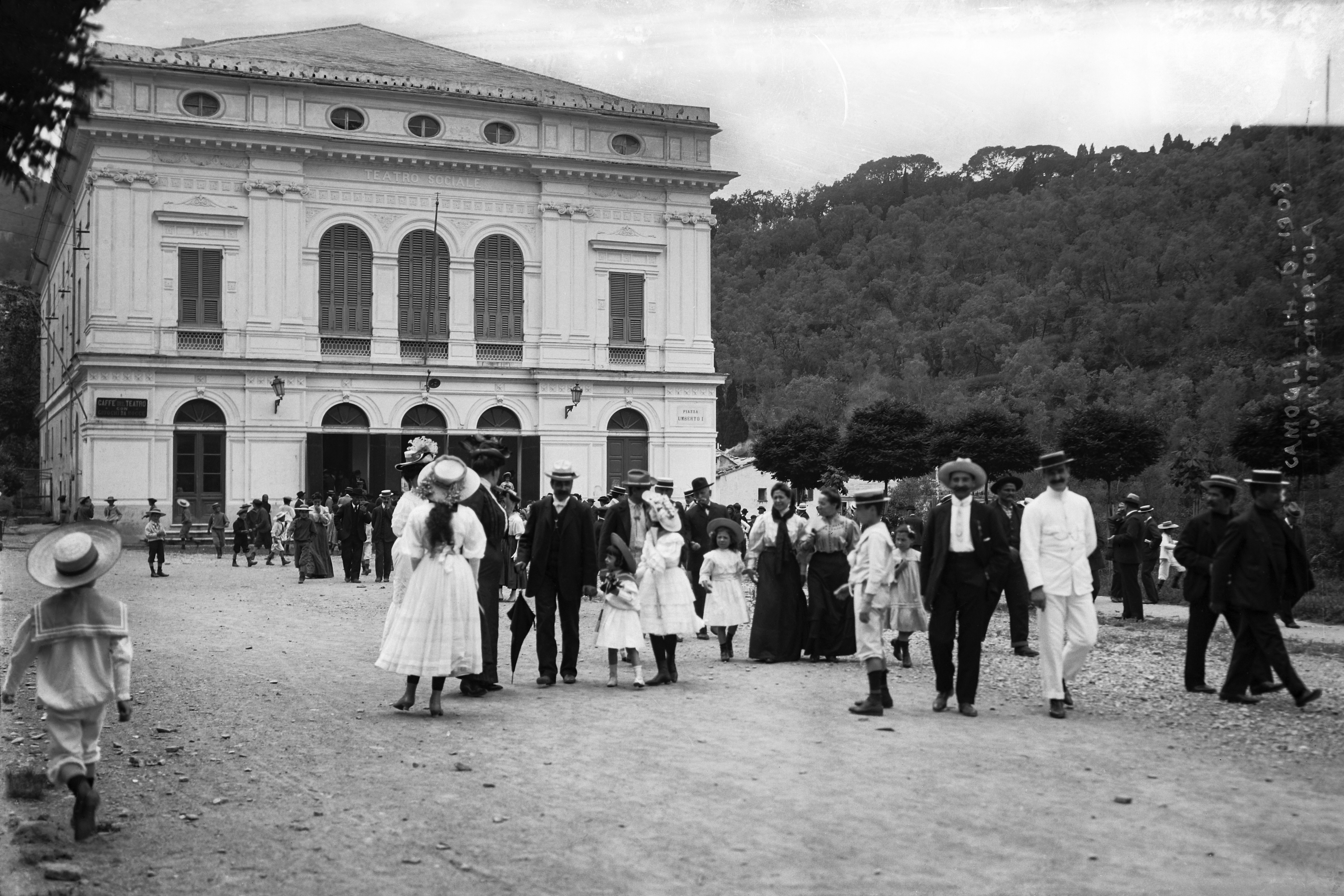
Gli esterni del teatro nel 1908

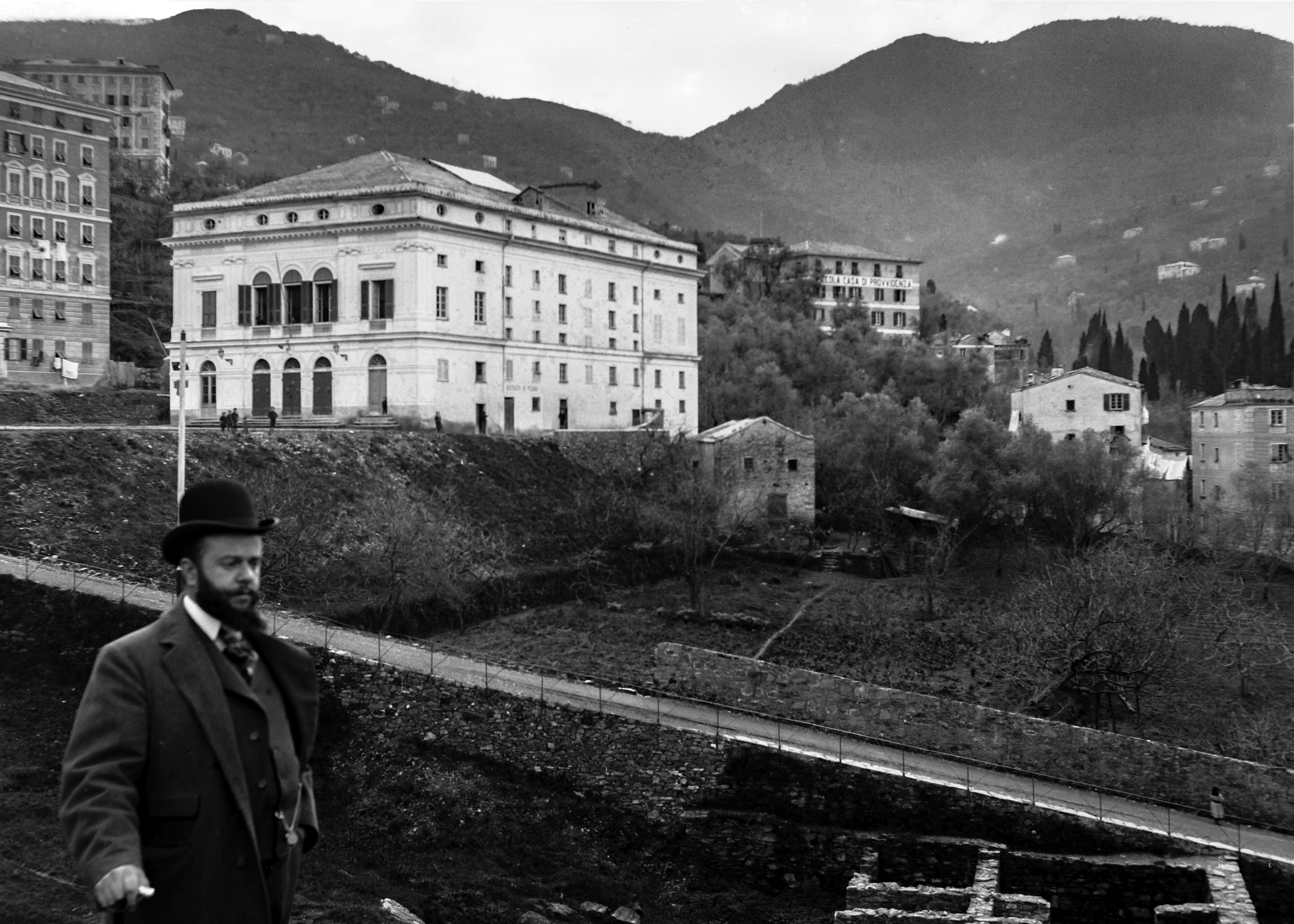
Il teatro fra la fine dell'Ottocento e l'inizio del Novecento

Il Teatro Sociale di Camogli venne edificato nel pieno dell'epoca d'oro della drammaturgia italiana, quella seconda metà dell'Ottocento che vide le maggiori compagnie di prosa ed opera attraversare le molte sale all'epoca sparse per il paese. L'edificio, internamente sontuoso ed elegante, segue negli esterni i classici stilemi rinascimentali fine ottocenteschi, ispirati allo stile alessiano, con stucchi a sbalzo e affrescature geometriche tipiche dell'architettura ligure di fine XIX secolo. Gli interni furono edificati nello stile all'italiana a ferro di cavallo. Il progetto fu opera degli architetti Salvatore e Nicolò Bruno (cavaliere), già autore, vent'anni prima, dell'importante Teatro Gustavo Modena a Sampierdarena e del rifacimento del Teatro Politeama Genovese.
Per finanziare il progetto si unirono ben sessanta delle famiglie della zona, quasi tutte benestanti grazie alle attività marittime, nel periodo in cui Camogli costituiva una delle massime potenze armatoriali, produttore di più di un terzo della flotta italiana dell'epoca. Tali famiglie furono i cosiddetti palchettisti, ovvero i titolari di proprietà o usufrutto di un palco teatrale, prassi al tempo molto diffusa per raccogliere i fondi necessari a edificare edifici così complessi (a volte anche criticata, come quando nel 1853 la stampa scrisse, riferendosi al Teatro Colombo di Genova: «qualche sera abbiamo osservati i palchi vuoti. E sapete da che deriva questo vuoto? Dai signori proprietari che vogliono venderli a prezzo alto. Possibile che certe speculazioni indecorose entrino dappertutto?»)..
La costruzione ebbe luogo fra il 1874 e il 1876, e il teatro fu inaugurato il 30 settembre 1876 con una messa in scena dell'Ernani di Giuseppe Verdi.
Nel maggio 1910 si tennero le commemorazioni per il cinquantesimo anniversario dalla morte del camoglino Simone Schiaffino dei Mille, ma già nel 1902 un discorso in sua memoria era stato tenuto all'interno del teatro da Pietro Sturlese, poi pubblicato in forma di volume.
Nei decenni subito successivi all'edificazione del teatro, con l'obiettivo di creare una piazza antistante adeguata all'importanza della struttura, si venne gradualmente ad adattare anche l'assetto urbanistico circostante. Già a partire dalla fine Ottocento si spianò l'area immediatamente prospiciente. Poi, utilizzando il materiale di risulta proveniente dallo scavo per la seconda galleria ferroviaria di Portofino, fu riempita l'ampia conca naturale generata dai tre rivi del rio Gentile alla destra del teatro. Se fino a quel momento l'unica via per raggiungere il teatro era lo stretto passaggio che costeggiava la ferrovia e la conca, nel primo decennio del Novecento nacque piazza Umberto I, poi rinominata piazza Matteotti o, popolarmente, la piazza del teatro. Negli anni venti venne completata e nel 1922 vi fu inaugurato il monumento ai caduti della prima guerra mondiale, piantando inoltre i cedri del Libano dei giardini antistanti.
Dopo un trentennio di grande importanza per il teatro, giunse dapprima l'innovazione tecnologica della marina a vapore, che generò il declino del potere degli armatori della città, con ripercussioni sul tenore di vita delle famiglie, e poi l'arrivo del cinematografo. Diminuirono perciò gli spettacoli lirici e di prosa più classici e sontuosi, e per un breve periodo, dal 1923 al 1930, il teatro svolse funzione prevalente di sala cinematografica, pur continuando ad ospitare anche eventi pubblici.

### La prima ristrutturazione, il periodo bellico e il dopoguerra
Già dal 1925, tuttavia, era cominciato un progetto di ristrutturazione per mano di Raffaele Bruno, figlio e nipote dei fratelli che avevano ideato il progetto iniziale, e lo stesso che aveva gestito pochi anni prima anche il ripristino del Teatro Gustavo Modena (anch'esso opera dei Bruno).
Dopo più di cinquant'anni di attività, perciò, negli anni trenta del Novecento iniziò una importante ristrutturazione strutturale, prima di tutto per sostituire le strutture in legno ammaloratesi nei decenni, e quindi per installare sei nuove barcacce, costruire la fossa per l'orchestra e incrementare la capienza alle richieste del pubblico, con due palchi di proscenio. La nuova inaugurazione si tenne il 30 novembre 1933 con Il barbiere di Siviglia di Gioachino Rossini. Alla cerimonia presenziò il Principe di Piemonte Umberto di Savoia (poi ultimo re d'Italia), il che rese opportuno intitolare il teatro a suo nome "Teatro Principe di Piemonte" fino alla fine della monarchia, quando si ripristinò l'antica insegna e il nome da sempre utilizzato.
Il teatro ebbe un'attività costante e fruttuosa nei decenni successivi e in particolare nei periodi bellici, quando de facto sostituì con fortunate stagioni liriche le attività dei teatri genovesi, quasi tutti chiusi perché danneggiati o distrutti dai devastanti bombardamenti che subì Genova durante la seconda guerra mondiale. Fra il 1973 e il 1975 ospitò anche le stagioni di concerto del Teatro Comunale dell'Opera di Genova. In questi decenni il teatro ospitò molto frequentemente trasmissioni cinematografiche, spesso più appetite dal pubblico e meno impegnative dal punto di vista organizzativo e pecuniario, anche per gli spettatori.
Dopo questo periodo, il teatro, che iniziava a sentire nuovamente il peso del tempo, dovette chiudere per ristrutturazione e l'adeguamento alle nuove norme in materia di sicurezza e agibilità. Vari progetti di ripristino di susseguirono negli anni successivi, ma nessuno giunse a concretizzarsi. Nel 1996, tuttavia, il teatro fu dichiarato dal Ministero per i Beni Culturali come patrimonio artistico nazionale e, nello stesso anno, fu momentaneamente riaperto per la Giornata del Fai del Tigullio, che vide più di mille visitatori.

### La seconda ristrutturazione e la nuova attività
Nel 2002, almeno in parte, la storia si ripeté, quando il teatro, ormai provato dalle ingiurie degli anni di chiusura, necessitava nuovamente di un totale restauro. Nacque infatti una fondazione, promossa proprio da quei palchettisti discendenti o eredi degli storici proprietari. Alla Fondazione Teatro Sociale si unirono questa volta la Provincia di Genova, il Comune di Camogli, il Comune di Recco, la Fondazione Carige, la Fondazione San Paolo, e una nuova associazione di altre "100 famiglie", che donarono una quota ciascuna per contribuire alla ristrutturazione del teatro.
Fra il 2010 e il 2016, su progetto dell'ingegnere Nicola Berlucchi, il teatro fu sottoposto a un completo lavoro di restauro e adeguamento, sia negli interni, sia negli esterni, con la partecipazione delle imprese Danilo Ballaustra, Sacaim e Lares (queste ultime autrici anche dei restauri del Teatro La Fenice di Venezia). Dopo una serie di vicissitudini legate a ritardi coi finanziamenti, il lavoro venne portato pienamente a termine.
Negli interni si rifecero il palcoscenico e la platea, il boccascena, il soffitto, gli archi interni, i fregi, le decorazioni, gli stucchi, gli arredi, con l'aggiunta di un nuovo orologio opera della storica ditta Trebino. Sempre negli interni si riqualificò l'atrio, con le ricche decorazioni. In quest'occasione fu rinvenuto un reperto storico: una serie di iscrizioni risalenti agli anni trenta del Novecento riportanti le date delle due inaugurazioni (1876 e 1933), l'intitolazione a Umberto di Savoia, e un'altisonante dedica a re Vittorio Emanuele III di Savoia, all'allora capo del governo Benito Mussolini e al principe stesso. Nel 1945, però, il sindaco socialista della liberazione Mario De Barbieri aveva fatto cancellare i riferimenti al regime, e dell'imperiosa frase originale aveva mantenuto solo una breve parte, "in quest'era di rinascita italica", facendo beffardamente affermare dalle stesse parole di coloro che persero la guerra come quello della liberazione fosse un momento di rinascita.
Anche gli esterni furono completamente ripristinati, con rifacimento del tetto, intonacatura e ritinteggiatura con gli affreschi geometrici e il ripristino dei colori originari delle facciate, rimuovendo gli strati di pitture diverse sovrapposti negli anni.
La nuova inaugurazione ha avuto luogo il 23 dicembre 2016, con un evento dell'Accademia del Teatro alla Scala e la messa in scena dell'Oratorio di Natale di Johann Sebastian Bach, diretto da Fabio Luisi.
L'11 febbraio 2023 si è tenuto al Teatro Sociale lo spettacolo in occasione dei 110 anni di attività della storica Compagnia Baistrocchi.
Annualmente il teatro organizza il Festival Govi, rassegna dedicata al celebre attore dialettale genovese Gilberto Govi.

## Descrizione

Il logo del teatro

Il teatro è un teatro all'italiana, con sala a ferro di cavallo, quattro ordini di palchi, loggione.
Nella sua versione originale disponeva di circa 1000 posti, dopo gli adeguamenti necessari alle norme di sicurezza, l'ampliamento delle poltroncine e la creazione delle vie di fuga, dispone ora di 499 posti.

## Fondazione
A gestire il teatro è la Fondazione Teatro Sociale di Camogli Onlus, di cui sono stati fondatori: la Provincia di Genova, il Comune di Camogli, il Comune di Recco, i proprietari privati del teatro (cosiddetti palchettisti) e l'Associazione "Gli amici del Teatro Sociale". Alla raccolta fondi si sono aggiunti in corso d'opera la Fondazione Carige e la Fondazione San Paolo. Terminato il restauro e l’inaugurazione, nel 2018 la Città metropolitana di Genova, subentrata alla Provincia, è poi uscita dalla fondazione.
La Fondazione è stata costituita nel 2009 allo scopo di: "ripristinare e restaurare il Teatro Sociale di Camogli, immobile dichiarato di interesse particolarmente importante ai sensi della legge 1089/1939" Ulteriore scopo della fondazione è quello di: "valorizzazione dell’immobile sia sotto il profilo storico e monumentale sia sotto il profilo culturale ed artistico, favorendo la massima fruizione al pubblico, provvedendo direttamente o indirettamente alla gestione del teatro"
In base a quanto previsto della convenzione, i proprietari hanno affidato il teatro gratuitamente in comodato alla Fondazione per 20 anni, ovvero fino al 2029.

## Galleria d'immagini

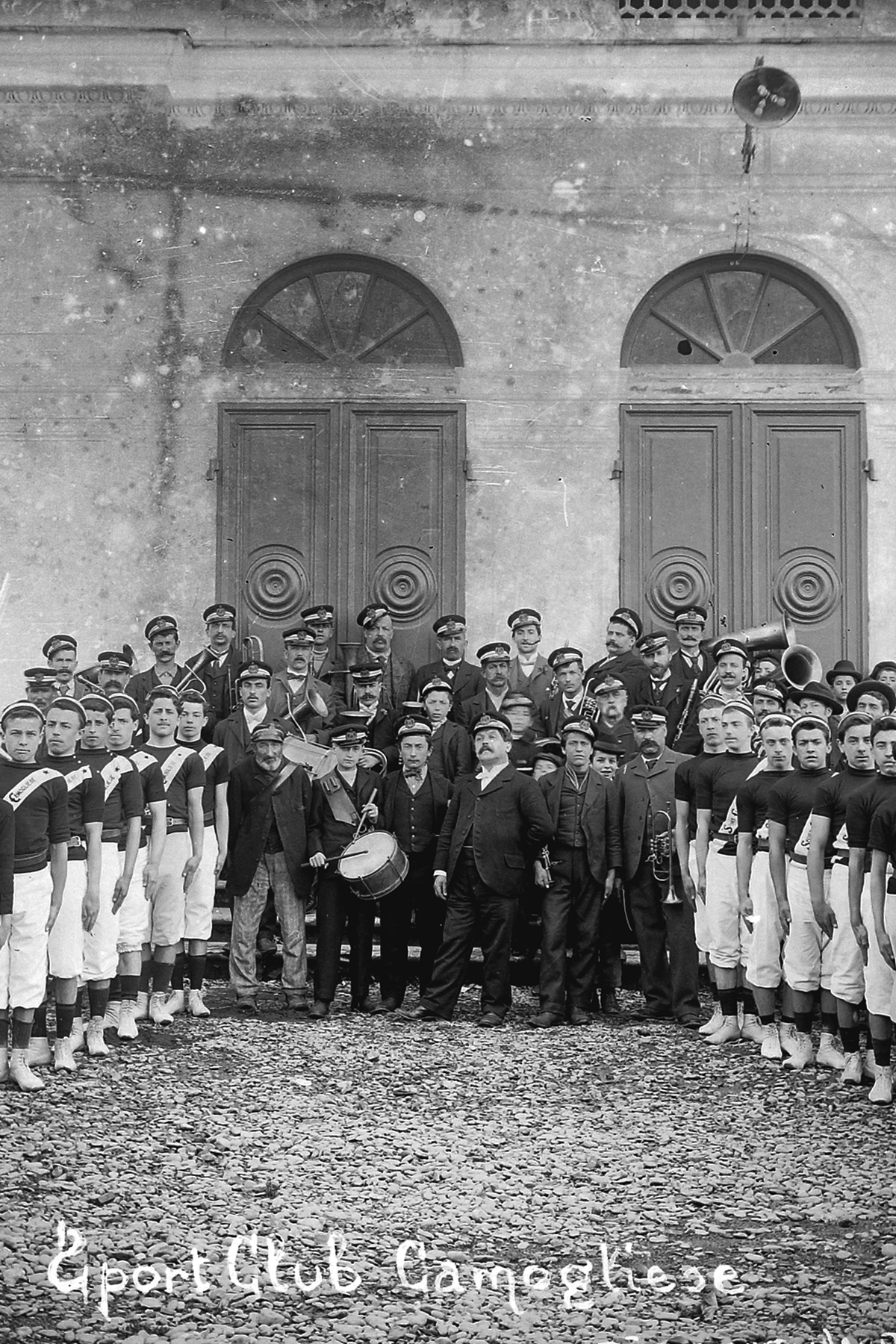
Lo Sport Club Camogliese riunito davanti all'ingresso, con la Banda Musicale al centro.
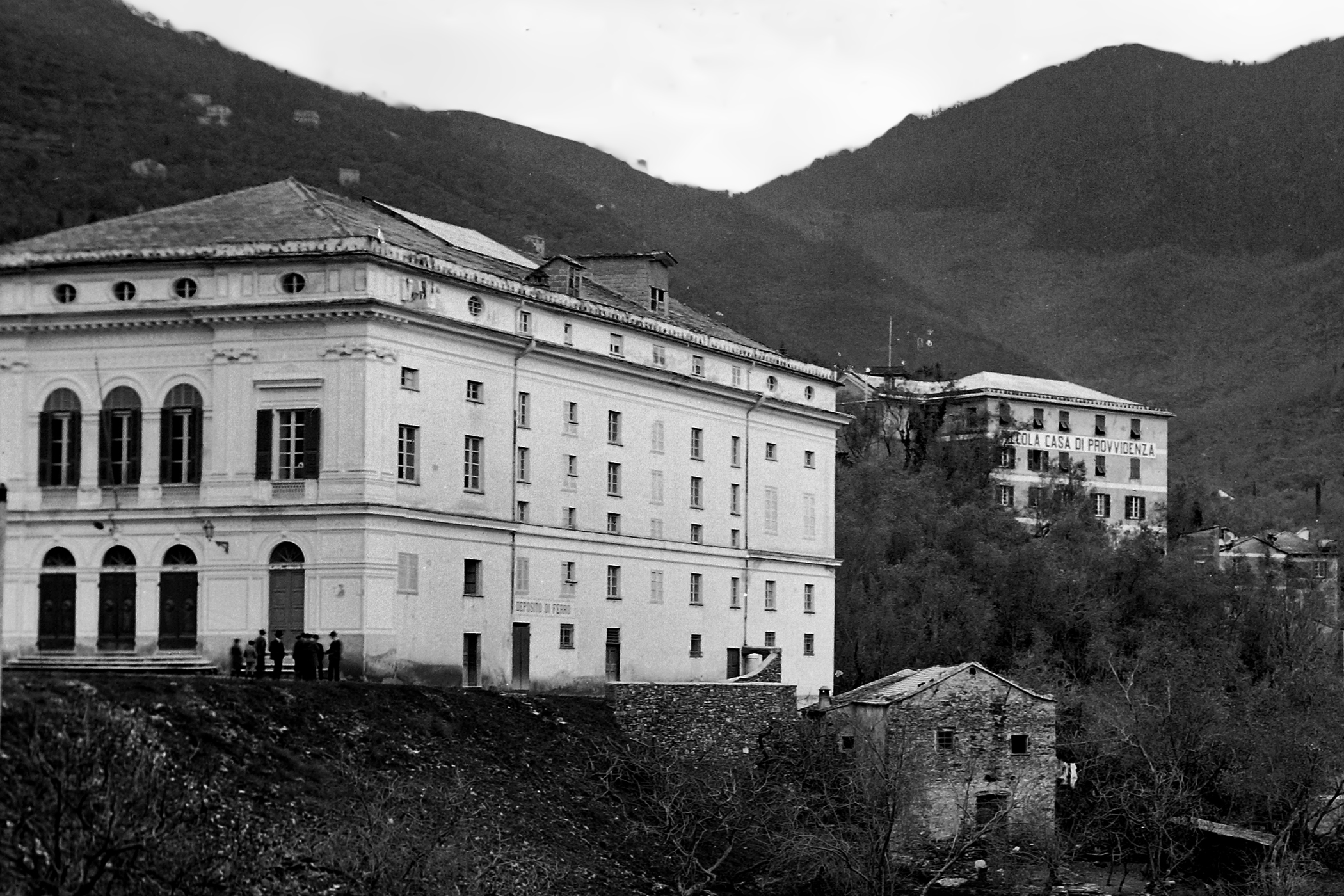
Il teatro con alle spalle, più in alto, la Piccola Casa della Provvidenza.
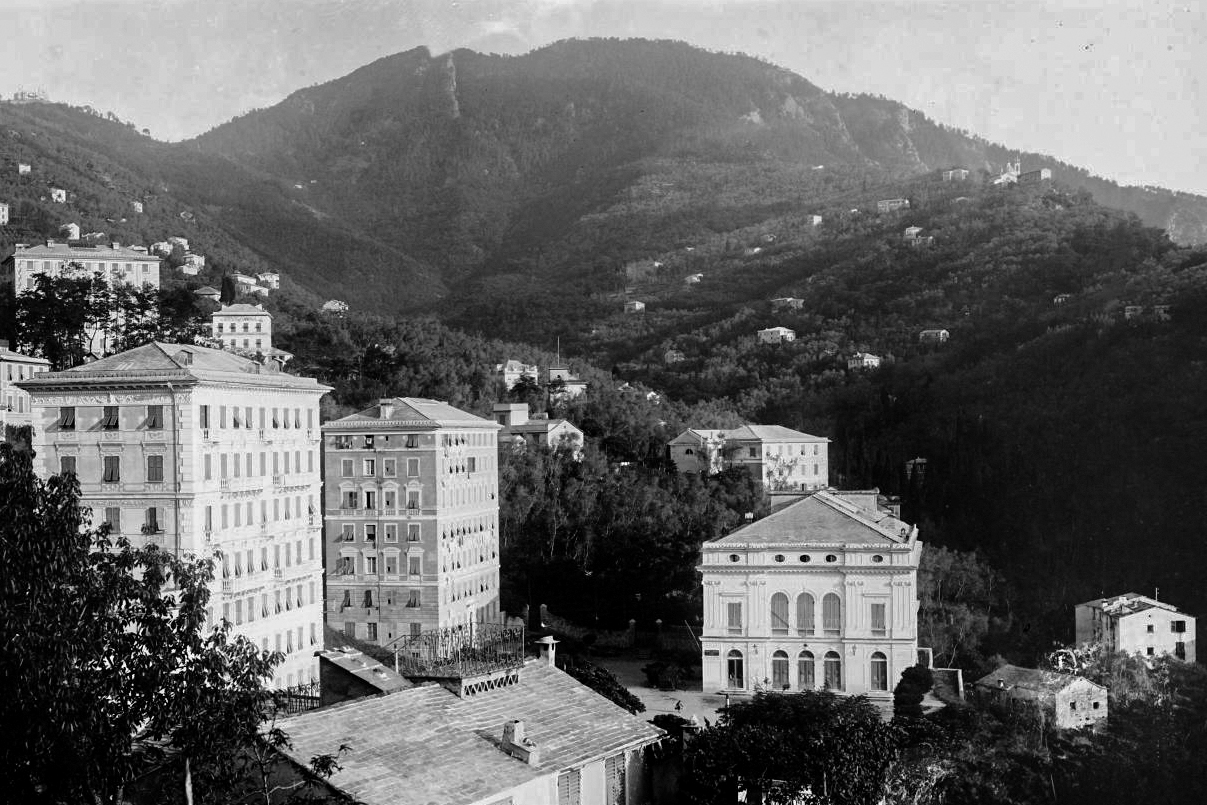
Veduta della zona monte di Camogli con al centro il teatro